# Élections législatives de 2012 dans le Calvados
Les élections législatives françaises de 2012 se déroulent les 10 et 17 juin 2012. Dans le département du Calvados, six députés sont à élire dans le cadre de six circonscriptions, soit le même nombre d'élus malgré le redécoupage électoral qui n'affecte pas les 1re, 2e et 6e circonscriptions.

## Élus
| Circonscription | Député sortant    | Parti | Parti | Groupe | Député élu ou réélu | Parti | Parti | Groupe |
| --------------- | ----------------- | ----- | ----- | ------ | ------------------- | ----- | ----- | ------ |
| 1re             | Philippe Duron    |       | PS    | SRC    | Philippe Duron      |       | PS    | SRC    |
| 2e              | Laurence Dumont   |       | PS    | SRC    | Laurence Dumont     |       | PS    | SRC    |
| 3e              | Claude Leteurtre  |       | NC    | NC     | Clotilde Valter     |       | PS    | SRC    |
| 4e              | Nicole Ameline    |       | UMP   | UMP    | Nicole Ameline      |       | UMP   | UMP    |
| 5e              | Jean-Marc Lefranc |       | UMP   | UMP    | Isabelle Attard     |       | EELV  | ÉCOLO  |
| 6e              | Jean-Yves Cousin  |       | UMP   | UMP    | Alain Tourret       |       | PRG   | RRDP   |

## Impact du redécoupage territorial
Le canton d'Ouistreham passe de la 5e à la 4e, laquelle perd le canton de Cambremer au profit de la 3e.

## Résultats

### Résultats à l'échelle du département
| Parti          | Parti                              | Premier tour | Premier tour | Second tour | Second tour | Sièges |  |
| Parti          | Parti                              | Voix         | %            | Voix        | %           | Sièges |  |
| -------------- | ---------------------------------- | ------------ | ------------ | ----------- | ----------- | ------ |  |
|                | Parti socialiste                   | 68 706       | 23,85        | 94 292      | 33,41       | 3      |  |
|                | Parti radical de gauche            | 22 826       | 7,92         | 29 570      | 10,48       | 1      |  |
|                | Europe Écologie Les Verts          | 20 164       | 7,00         | 25 683      | 9,10        | 1      |  |
|                | Divers gauche dont MRC             | 10 589       | 3,68         |             |             | 0      |  |
|                | Majorité présidentielle            | 122 285      | 42,48        | 149 545     | 52,99       | 5      |  |
|                |                                    |              |              |             |             |        |  |
|                | Union pour un mouvement populaire  | 72 103       | 25,05        | 96 997      | 34,37       | 1      |  |
|                | Nouveau centre                     | 23 897       | 8,30         | 21 934      | 7,77        | 0      |  |
|                | Divers droite dont DLR et PCD      | 3 895        | 1,35         |             |             | 0      |  |
|                | Parti radical                      | 496          | 0,17         | 0           |             |        |  |
|                | Droite parlementaire               | 100 391      | 34,87        | 118 931     | 42,14       | 1      |  |
|                |                                    |              |              |             |             |        |  |
|                | Front national                     | 31 865       | 11,07        |             |             | 0      |  |
|                | Front de gauche                    | 17 014       | 5,91         | 0           |             |        |  |
|                | Mouvement démocrate                | 12 153       | 4,22         | 13 734      | 4,87        | 0      |  |
|                | Extrême gauche dont LO, NPA et POI | 3 382        | 1,17         |             |             | 0      |  |
|                | Divers écologiste dont AÉI         | 688          | 0,24         | 0           |             |        |  |
|                | Divers                             | 97           | 0,03         | 0           |             |        |  |
|                |                                    |              |              |             |             |        |  |
| Inscrits       | Inscrits                           | 490 923      | 100,00       | 490 887     | 100,00      | 6      |  |
| Abstentions    | Abstentions                        | 198 803      | 40,5         | 200 326     | 40,81       |        |  |
| Votants        | Votants                            | 292 120      | 59,5         | 290 561     | 59,19       |        |  |
| Blancs et nuls | Blancs et nuls                     | 4 245        | 1,45         | 8 351       | 2,87        |        |  |
| Exprimés       | Exprimés                           | 287 875      | 98,55        | 282 210     | 97,13       |        |  |

### Résultats par circonscription

#### Première circonscription (Caen-Ouest)
| Candidat       | Candidat                     | Parti                     | Premier tour | Premier tour | Second tour | Second tour |  |
| Candidat       | Candidat                     | Parti                     | Voix         | %            | Voix        | %           |  |
| -------------- | ---------------------------- | ------------------------- | ------------ | ------------ | ----------- | ----------- |  |
|                | Philippe Duron sortant réélu | PS                        | 16 200       | 39,63        | 22 511      | 56,94       |  |
|                | Joël Bruneau                 | UMP                       | 11 199       | 27,39        | 17 026      | 43,06       |  |
|                | Philippe Lailler             | CpF (MoDem)               | 4 140        | 10,13        |             |             |  |
|                | Sabine de Villeroché         | RBM (FN)                  | 3 146        | 7,70         |             |             |  |
|                | Béatrice Dupont              | FG (Divers gauche) (FASE) | 3 040        | 7,44         |             |             |  |
|                | Rudy L’Orphelin              | EÉLV                      | 2 595        | 6,35         |             |             |  |
|                | Marie-Pierre Hulbert         | NPA                       | 243          | 0,59         |             |             |  |
|                | Pierre Casevitz              | LO                        | 210          | 0,51         |             |             |  |
|                | Didier Bergar                | COM                       | 107          | 0,26         |             |             |  |
|                | Michel Decollogne            | RIC                       | 1            | 0,00         |             |             |  |
|                |                              |                           |              |              |             |             |  |
| Inscrits       | Inscrits                     | Inscrits                  | 70 197       | 100,00       | 70 198      | 100,00      |  |
| Abstentions    | Abstentions                  | Abstentions               | 28 814       | 41,05        | 29 266      | 41,69       |  |
| Votants        | Votants                      | Votants                   | 41 383       | 58,95        | 40 932      | 58,31       |  |
| Blancs et nuls | Blancs et nuls               | Blancs et nuls            | 502          | 1,21         | 1 395       | 3,41        |  |
| Exprimés       | Exprimés                     | Exprimés                  | 40 881       | 98,79        | 39 537      | 96,59       |  |

#### Deuxième circonscription (Caen-Est)
| Candidat       | Candidat                        | Parti          | Premier tour | Premier tour | Second tour | Second tour |  |
| Candidat       | Candidat                        | Parti          | Voix         | %            | Voix        | %           |  |
| -------------- | ------------------------------- | -------------- | ------------ | ------------ | ----------- | ----------- |  |
|                | Laurence Dumont sortante réélue | PS             | 17 837       | 45,97        | 22 880      | 62,49       |  |
|                | Rodolphe Thomas                 | CpF (MoDem)    | 8 013        | 20,65        | 13 734      | 37,51       |  |
|                | Amandine François               | UMP            | 4 650        | 11,98        |             |             |  |
|                | Christophe Mal                  | RBM (FN)       | 3 239        | 8,35         |             |             |  |
|                | Gérard Leneveu                  | FG (PCF)       | 2 952        | 7,61         |             |             |  |
|                | Caroline Amiel                  | EÉLV           | 1 276        | 3,29         |             |             |  |
|                | Christophe Sady                 | AÉI            | 174          | 0,45         |             |             |  |
|                | Driss Anhichem                  | MRC            | 172          | 0,44         |             |             |  |
|                | Florine Le Bris                 | NPA            | 165          | 0,43         |             |             |  |
|                | Christophe Garcia               | LO             | 130          | 0,34         |             |             |  |
|                | Jacqueline Tancelin-Goueslard   | COM            | 98           | 0,25         |             |             |  |
|                | Jean-Paul Ducandas              | POI            | 71           | 0,18         |             |             |  |
|                | Éric Le Denmat                  | Divers         | 28           | 0,07         |             |             |  |
|                |                                 |                |              |              |             |             |  |
| Inscrits       | Inscrits                        | Inscrits       | 67 111       | 100,00       | 67 110      | 100,00      |  |
| Abstentions    | Abstentions                     | Abstentions    | 27 911       | 41,59        | 29 425      | 43,85       |  |
| Votants        | Votants                         | Votants        | 39 200       | 58,41        | 37 685      | 56,15       |  |
| Blancs et nuls | Blancs et nuls                  | Blancs et nuls | 395          | 1,01         | 1 071       | 2,84        |  |
| Exprimés       | Exprimés                        | Exprimés       | 38 805       | 98,99        | 36 614      | 97,16       |  |

#### Troisième circonscription (Falaise - Lisieux)
| Candidat       | Candidat                 | Parti           | Premier tour | Premier tour | Second tour | Second tour |  |
| Candidat       | Candidat                 | Parti           | Voix         | %            | Voix        | %           |  |
| -------------- | ------------------------ | --------------- | ------------ | ------------ | ----------- | ----------- |  |
|                | Clotilde Valter élue     | PS              | 17 354       | 38,52        | 23 010      | 51,20       |  |
|                | Claude Leteurtre sortant | NC (UMP, MoDem) | 15 656       | 34,75        | 21 934      | 48,80       |  |
|                | Sandrine Linares         | RBM (FN)        | 6 702        | 14,88        |             |             |  |
|                | Serge Loiseau            | FG (PCF) (PG)   | 2 039        | 4,53         |             |             |  |
|                | Sabine Michaux           | EÉLV            | 1 539        | 3,42         |             |             |  |
|                | Christine Annoot         | DLR             | 1 063        | 2,36         |             |             |  |
|                | Michel Langevin          | LO              | 422          | 0,94         |             |             |  |
|                | Christophe Mussle        | NPA             | 272          | 0,60         |             |             |  |
|                |                          |                 |              |              |             |             |  |
| Inscrits       | Inscrits                 | Inscrits        | 78 477       | 100,00       | 78 453      | 100,00      |  |
| Abstentions    | Abstentions              | Abstentions     | 32 633       | 41,58        | 31 994      | 40,78       |  |
| Votants        | Votants                  | Votants         | 45 844       | 58,42        | 46 459      | 59,22       |  |
| Blancs et nuls | Blancs et nuls           | Blancs et nuls  | 797          | 1,74         | 1 515       | 3,26        |  |
| Exprimés       | Exprimés                 | Exprimés        | 45 047       | 98,26        | 44 944      | 96,74       |  |

#### Quatrième circonscription (Pont-l'Évêque)
| Candidat       | Candidat                       | Parti                                  | Premier tour | Premier tour | Second tour | Second tour |  |
| Candidat       | Candidat                       | Parti                                  | Voix         | %            | Voix        | %           |  |
| -------------- | ------------------------------ | -------------------------------------- | ------------ | ------------ | ----------- | ----------- |  |
|                | Nicole Ameline sortante réélue | UMP                                    | 23 194       | 41,04        | 29 071      | 52,89       |  |
|                | Clémentine Le Marrec           | PS                                     | 17 315       | 30,64        | 25 891      | 47,11       |  |
|                | Gilles Lebreton                | RBM (SIEL)                             | 7 120        | 12,60        |             |             |  |
|                | Pierre Mouraret                | FG (PCF)                               | 4 957        | 8,77         |             |             |  |
|                | Pascal Chapelle                | EÉLV                                   | 1 805        | 3,19         |             |             |  |
|                | Pierre-Claude Le Joncour       | Divers droite (Territoire et Libertés) | 873          | 1,54         |             |             |  |
|                | Arlette Girond                 | DLR                                    | 678          | 1,20         |             |             |  |
|                | Caroline Derec                 | LO                                     | 336          | 0,59         |             |             |  |
|                | Sophie Liard                   | NPA                                    | 240          | 0,42         |             |             |  |
|                |                                |                                        |              |              |             |             |  |
| Inscrits       | Inscrits                       | Inscrits                               | 97 734       | 100,00       | 97 731      | 100,00      |  |
| Abstentions    | Abstentions                    | Abstentions                            | 40 411       | 41,35        | 41 414      | 42,38       |  |
| Votants        | Votants                        | Votants                                | 57 323       | 58,65        | 56 317      | 57,62       |  |
| Blancs et nuls | Blancs et nuls                 | Blancs et nuls                         | 805          | 1,4          | 1 355       | 2,41        |  |
| Exprimés       | Exprimés                       | Exprimés                               | 56 518       | 98,6         | 54 962      | 97,59       |  |

#### Cinquième  circonscription (Bayeux)
| Candidat       | Candidat             | Parti                           | Premier tour | Premier tour | Second tour | Second tour |  |
| Candidat       | Candidat             | Parti                           | Voix         | %            | Voix        | %           |  |
| -------------- | -------------------- | ------------------------------- | ------------ | ------------ | ----------- | ----------- |  |
|                | Cédric Nouvelot      | UMP                             | 12 391       | 24,02        | 24 960      | 49,29       |  |
|                | Isabelle Attard élue | EÉLV (PRG, PS)                  | 11 074       | 21,47        | 25 683      | 50,71       |  |
|                | Jean-Pierre Lavisse  | diss. PS                        | 10 048       | 19,48        |             |             |  |
|                | Patrick Gomont       | NC                              | 8 241        | 15,98        |             |             |  |
|                | Philippe Chapron     | RBM (FN)                        | 5 798        | 11,24        |             |             |  |
|                | Mireille Brun        | FG (FASE) (PCF)                 | 1 960        | 3,80         |             |             |  |
|                | Anne Boissel         | DLR                             | 1 012        | 1,96         |             |             |  |
|                | Jean-Michel Sady     | AÉI                             | 514          | 1,00         |             |             |  |
|                | Charline Joliveau    | LO                              | 248          | 0,48         |             |             |  |
|                | Michel Moisan        | NPA                             | 231          | 0,45         |             |             |  |
|                | Aurélien Detey       | Divers (Parti autogestionnaire) | 68           | 0,13         |             |             |  |
|                |                      |                                 |              |              |             |             |  |
| Inscrits       | Inscrits             | Inscrits                        | 86 425       | 100,00       | 86 425      | 100,00      |  |
| Abstentions    | Abstentions          | Abstentions                     | 34 136       | 39,5         | 34 246      | 39,63       |  |
| Votants        | Votants              | Votants                         | 52 289       | 60,5         | 52 179      | 60,37       |  |
| Blancs et nuls | Blancs et nuls       | Blancs et nuls                  | 704          | 1,35         | 1 536       | 2,94        |  |
| Exprimés       | Exprimés             | Exprimés                        | 51 585       | 98,65        | 50 643      | 97,06       |  |

#### Sixième circonscription (Vire)
| Candidat       | Candidat                 | Parti          | Premier tour | Premier tour | Second tour | Second tour |  |
| Candidat       | Candidat                 | Parti          | Voix         | %            | Voix        | %           |  |
| -------------- | ------------------------ | -------------- | ------------ | ------------ | ----------- | ----------- |  |
|                | Alain Tourret élu        | PRG (PS)       | 22 826       | 41,47        | 29 570      | 53,27       |  |
|                | Jean-Yves Cousin sortant | UMP            | 20 669       | 37,55        | 25 940      | 46,73       |  |
|                | Marie-Françoise Leboeuf  | RBM (FN)       | 5 860        | 10,65        |             |             |  |
|                | Viviane Boufrou          | FG (PG) (GU)   | 2 066        | 3,75         |             |             |  |
|                | Laurent Decker           | EÉLV           | 1 875        | 3,41         |             |             |  |
|                | Hubert Heuzé             | PRV            | 496          | 0,90         |             |             |  |
|                | Serge Lèzement           | MRC            | 369          | 0,67         |             |             |  |
|                | Gérard Leroy             | NPA            | 336          | 0,61         |             |             |  |
|                | Pascale Georget          | LO             | 273          | 0,50         |             |             |  |
|                | Christiane Hérouard      | DLR            | 269          | 0,49         |             |             |  |
|                |                          |                |              |              |             |             |  |
| Inscrits       | Inscrits                 | Inscrits       | 90 979       | 100,00       | 90 970      | 100,00      |  |
| Abstentions    | Abstentions              | Abstentions    | 34 898       | 38,36        | 33 981      | 37,35       |  |
| Votants        | Votants                  | Votants        | 56 081       | 61,64        | 56 989      | 62,65       |  |
| Blancs et nuls | Blancs et nuls           | Blancs et nuls | 1 042        | 1,86         | 1 479       | 2,6         |  |
| Exprimés       | Exprimés                 | Exprimés       | 55 039       | 98,14        | 55 510      | 97,4        |  |